# Большая Сала
Большая Сала — деревня в Меленковском районе Владимирской области России, входит в состав Ляховского сельского поселения.

## География
Деревня расположена в 6 км на юго-запад от центра поселения села Ляхи и в 15 км на юго-восток от райцентра города Меленки.

## История
Деревня Сала упоминается в окладных книгах 1676 года в составе Домнинского прихода. В Сале было 2 двора помещиковых, 9 дворов крестьянских и 2 бобылских. В конце XIX века в сельце Сала было 131 двор.
В конце XIX — начале XX века деревня входила в состав Ляховской волости Меленковского уезда. 
С 1929 года деревня являлось центром Больше-Сальского сельсовета в составе Ляховского района. С 1963 года в составе Меленковского района Владимирской области, позднее — в составе Толстиковского сельсовета. 

## Население
| 1859 | 1897 |
| ---- | ---- |
| 718  | 1083 |

| 1859 | 1897  | 1905  | 1926  | 2002 | 2010 | 2021 |
| ---- | ----- | ----- | ----- | ---- | ---- | ---- |
| 718  | ↗1083 | ↗1394 | ↗1453 | ↘68  | ↘40  | ↗50  |